# Meurtres sans ordonnance
Pour plus de détails, voir Fiche technique et Distribution.
Meurtres sans ordonnance (The Good Nurse) est un film américain réalisé par Tobias Lindholm, sorti en 2022 sur Netflix.
Il s'agit de l'adaptation du livre The Good Nurse de Charlie Graeber (2013) qui brosse le portrait du tueur en série Charles Cullen (en). Il a avoué avoir assassiné 29 patients au cours de ses 16 ans de carrière en tant qu'infirmier dans le New Jersey, bien que le nombre de ces victimes soit estimé à 400 patients, ce qui en ferait le tueur en série le plus prolifique de l'histoire.

## Synopsis
Amy Loughren (Jessica Chastain), infirmière en soins intensifs surmenée, se fait aider par un nouveau collègue très dévoué, Charles Cullen (en) (Eddie Redmayne), jusqu'à ce qu'elle finisse par avoir des soupçons après avoir été approchée par la police. Elle a contribué à son arrestation, fournissant des preuves aux enquêteurs et en servant d'appât à la police pour qu'il avoue ses meurtres.

## Fiche technique
Sauf indication contraire, les informations mentionnées dans cette section peuvent être confirmées par la base de données cinématographiques IMDb,  présente dans la section « Liens externes ».
- Titre original : The Good Nurse
- Titre français : Meurtres sans ordonnance
- Réalisation : Tobias Lindholm
- Scénario : Krysty Wilson-Cairns, d'après le livre The Good Nurse de Charles Graeber
- Musique : Biosphere et Clint Mansell
- Direction artistique : Gonzalo Cordoba
- Décors : Shane Valentino
- Costumes : Amy Westcott
- Photographie : Jody Lee Lipes
- Montage : Adam Nielsen et Michael Rolt
- Production : Darren Aronofsky, Scott Franklin et Michael Jackman
- Production déléguée : Jonathan Filley et Ari Handel
- Sociétés de production : FilmNation Entertainment et Protozoa Pictures
- Société de distribution : Netflix
- Budget : n/a
- Pays de production :  États-Unis
- Langue originale : anglais
- Format : couleur - 2,39:1 - son Dolby Digital
- Genres : thriller ; biographie, crime, drame, policier
- Durée : 121 minutes
- Dates de sortie[2] :
  - Canada :  11 septembre 2022 (Festival international du film de Toronto)[3]
  - États-Unis : 19 octobre 2022 (sortie limitée)[3]
  - Monde : 26 octobre 2022 (Netflix)[4]
- Classification[5] :
  - États-Unis : R - Restricted

## Distribution
- Jessica Chastain (VF : Rafaèle Moutier) : Amy Loughren
- Eddie Redmayne (VF : Théo Frilet) : Charles Cullen (en)
- Nnamdi Asomugha (VF : Baudouin Sama) : lieutenant Danny Baldwin
- Noah Emmerich (VF : Philippe Vincent) : capitaine Tim Braun
- Kim Dickens (VF : Sabine Héraud) : Linda Garran
- Alix West Lefler (VF : Lior Chabbat) : Alex
- Malik Yoba (VF : Jean-Paul Pitolin) : commissaire Sam Johnson
- Maria Dizzia : Lori
- Jesus-Papoleto Melendez (VF : Jean-Paul Pitolin) : Sam Martinez
- Gabe Fazio (VF : Yannick Jaspart) : Tom Anderson
- Anjelica Bosboom (VF : Maëlle Genet) : Kelly Anderson

 Source et légende : version française (VF) sur RS Doublage

## Production
Le projet est révélé en novembre 2016, avec Tobias Lindholm à la réalisation et Krysty Wilson-Cairns à l'écriture. Lionsgate doit alors distribuer le film.
En août 2018, Jessica Chastain et Eddie Redmayne entrent en négociations pour apparaître dans les rôles principaux.
Plus aucune nouvelle du projet ne paraît avant 2020. La présence de Jessica Chastain et Eddie Redmayne est confirmée, mais Lionsgate n'est plus impliqué. Netflix négocie alors pour récupérer les droits de distribution pour 25 millions de dollars.
En mars 2021, Nnamdi Asomugha rejoint la distribution, suivi de Noah Emmerich et Kim Dickens, le mois suivant,.
Le tournage commence le 12 avril 2021. Il se déroule à Stamford dans le Connecticut, dans le New Jersey et en Pennsylvanie. Les prises de vues s'achèvent en juin 2021.

## Accueil

### Promotion
Le 3 février 2022, un premier aperçu du film est dévoilé lors d'une vidéo promotionnelle des programmes Netflix de 2022.

### Audience
Le 27 octobre 2022, Meurtres sans ordonnance est le film le plus vu au jour de sa mise en ligne sur Netflix. Pour sa première semaine, il se trouve numéro un au Top 10 de Netflix avec 68.31 millions téléspectateurs dans 93 pays,. La semaine suivante, il perd sa place et se trouve au second, derrière Enola Holmes 2, recevant 36.78 millions téléspectateurs.

### Critiques
Sur le site agrégateur de critiques Rotten Tomatoes, il obtient un score de 77 % de critiques positives, avec une note moyenne de 6.7⁄10 sur la base de 146 critiques. Sur Metacritic, il obtient une note moyenne de 65⁄100 sur la base de 36 critiques.

## Distinctions

### Nominations
- Golden Globes 2023 : Meilleur acteur dans un second rôle pour Eddie Redmayne